# Ophichthus triserialis
Ophichthus triserialis е вид змиорка от семейство Ophichthidae. Видът не е застрашен от изчезване.

## Разпространение и местообитание
Разпространен е в Гватемала, Еквадор, Колумбия, Коста Рика, Мексико, Никарагуа, Панама, Перу, Салвадор, САЩ и Хондурас.
Среща се на дълбочина от 1,5 до 155 m, при температура на водата от 11,6 до 23,2 °C и соленост 34,4 – 34,9 ‰.

## Описание
На дължина достигат до 1,2 m, а теглото им е не повече от 373 g.